# Dolores Gangotena
Dolores Marta Gracia de Gangotena y Jijón là một nhà sưu tầm nghệ thuật, nhà bảo tồn người Ecuador. Bà là Đệ nhất phu nhân của Ecuador đến Camilo Ponce Enríquez từ ngày 16 tháng 9 năm 1956 đến ngày 31 tháng 8 năm 1960.

## Tiểu sử
Dolores Gangotena được sinh ra ở Quito, là con thứ hai trong số bốn đứa trẻ được sinh ra bởi Enrique Gangotena y Jijón và Dolores de Jijón y Ascázubi. Thông qua mẹ bà, Gangotena có liên quan đến Juan de Salinas y Zenitagoya và Javier de Ascázubi, những anh hùng trong cuộc chiến tranh giành độc lập của Ecuador. Năm 1940, Gangotena kết hôn với Camilo Ponce Enríquez.
Bất chấp định kiến của thời đại và sự phản đối của cha bà, Gangotena vào đại học và học mỹ thuật. Bộ sưu tập nghệ thuật Ecuador thời tiền Columbus và thuộc địa trở thành niềm đam mê của bà.
Là đệ nhất phu nhân của Ecuador, Gangotena là chủ nhà của Cung điện Carondelet và tham dự các chức năng quốc gia và quốc tế cho chính phủ của chồng bà. Vì Cung điện Carondelet đang được tu sửa, nhiều chức năng trong số đó đã được tổ chức tại Gangotena Palace trên quảng trường Plaza de San Francisco ở Quito, hoặc Hacienda La Herrería trong Los Chillos valley. Gangotena đã sử dụng tài sản nông thôn này để lưu trữ hầu hết bộ sưu tập nghệ thuật của mình.

## Trích dẫn
1. ↑  "Dolores Marta de Gangotena y Jijón". geni.com. Truy cập ngày 3 tháng 8 năm 2018.
2. ↑  "La Herrería, una síntesis de la cultura, del arte y la naturaleza de Ecuador". Numbers (bằng tiếng Tây Ban Nha). số 4. Quito. tháng 8 năm 2014. tr. 60–63.
3. ↑  "Conozca cómo es el bello e histórico hotel Casa Gangotena" (bằng tiếng Tây Ban Nha). City of Quito. ngày 9 tháng 11 năm 2011. Bản gốc lưu trữ ngày 2 tháng 6 năm 2016. Truy cập ngày 2 tháng 5 năm 2016.
4. ↑  Ordoñez Cordero, Juan. "Casa Ecuatoriana" (bằng tiếng Tây Ban Nha). Fundación Caspicara. tr. 105–119. ISBN 978-9978-43-223-5. {{Chú thích tạp chí}}: Chú thích magazine cần |magazine= (trợ giúp)